# Mike Knuble
Michael Rudolph Knuble (* 4. července 1972 Toronto, Ontario) je bývalý americký hokejový útočník. Momentálně je asistent hlavního trenéra v týmu Grand Rapids Griffins působící v AHL.

## Osobní život
Narodil se v kanadském Torontu, rodičům Aivars a Mara Knublovým, kteří pochází z Lotyšska. Jelikož se narodil v Kanadě ale vyrůstal Grand Rapids, Michigan, USA, má dvě občanství kanadské a americké. V roce 1987 zemřel jeho otec Aivars Knuble na infarkt ve věku 45 let, Mikevi bylo 15 let. Má mladšího bratra jménem Steve, který v současné době žije v Huntsville, Alabama. Knuble je ženatý s manželkou Megan, se kterou mají tři děti (dva syny a jednu dceru). Oba dva synové rovněž hrají lední hokej, momentálně hrají v mládežnických soutěží.

## Hráčská kariéra
V roce 1991 byl draftován týmem Detroit Red Wings ve čtvrtém kole ze 76. místa. Po draftu odešel na čtyři do vysokoškolské hokejové asociace CCHA, kde hrával za tým University of Michigan. Ke konci sezóny 1994/95, která byla jeho poslední sezóna v juniorské lize, vypomohl třemi zápasy v playoff americké hokejové ligy AHL v týmu Adirondack Red Wings, bývalý farmářský tým AHL Detroit Red Wings.
V následujícím ročníku strávil výhradně v Adirondack, zatímco v sezoně 1996/97 se poprvé objevil v National Hockey League za klub Detroit Red Wings. V průběhu sezóny se za klub objevil v devíti zápasech. Tuto sezónu Red Wings vyhráli Stanley Cup, ale za tým neodehrál dost zápasů a jeho jméno tudíž nemohlo být vyryto na trofej. V následující sezoně se plně připojil k týmu Red Wings a úspěch z minulého ročníku zopakovali a vyhráli Stanley Cup a tentokrát bylo jeho jméno vyryto na trofej, ačkoli odehrál jen ve tří zápasech v playoff.
1. října 1998 byl vyměněn do týmu New York Rangers za druhé kolo draftu 2000 (touto volbou byl vybrán Tomáš Kopecký). Za Rangers v první sezóně odehrál maximum počet zápasů v základní části 82, ve kterých zaznamenal 15 branek a 20 asistencí. I další sezónu 1999/2000 načal v Rangers, ale v závěru základní části byl vyměněn do týmu Boston Bruins za útočníka Roba DiMaioa. Za Bruins se postupem časů propracoval do elitní formace a od sezóny 2002/03 hrál v první řadě po boku Joe Thorntona a Glena Murraye, tahle sezóna byla pro něho druhá nejlepší v bodování jenž nasbíral 59 bodů. V posledním ročníku za Bruins nasbíral o 13 bodu méně ale odehrál maximum počet zápasů v základní části.
Při začátku výluky se dohodl na tříleté smlouvě s týmem Philadelphia Flyers, který byl v předchozí sezóně 2003/04 ve finále playoff o Stanley Cup. Během výluky v NHL odešel do švédské nejvyšší ligy Elitserien, kde hrával za klub Linköpings HC. S klubem se jim podařilo postoupit do playoff ale vypadli hned v prvním kole. V ročníku ligy se stal nejlepším střelcem s 26 brankami, za tento úspěch získal trofej Håkana Looba.

Po výluce se vrátil zpět do zámoří, do týmu Philadelphia Flyers se kterým měl platnou smlouvu na dva roky. V sestavě Flyers hrával v první řadě společně s Peterem Forsbergem a Simonem Gagnem, kteří byli později přezdívány Deuces Wild Line, odehrál svou nejlepší sezónu v kariéře, když vstřelil 34 gólů a nasbíral 31 asistencí. Ve druhé sezóně za Flyers opět hrál v první řadě a vedení týmu mu během ročníku nabídlo prodloužení smlouvy o další dva roky v hodnotě 5,6 mil. dolarů. 17. únor 2007 v zápase proti New York Rangers se čelně srazil s útočníkem Brendanem Shanahanem, od hokeje si musel odpočinout jeden měsíc. Po vyléčení se vrátil zpět do sestavy Flyers, se kterým opět postoupil do playoff. Svůj první hattrick v kariéře vystřílel 2. února 2008 proti týmu Anaheim Ducks, Flyers vyhráli 3:0. Poslední sezónu za Flyers odehrál v základní části všechna utkání v základní části 82, ale zaznamenal nejméně nasbíraných bodů za sezónu 47. 

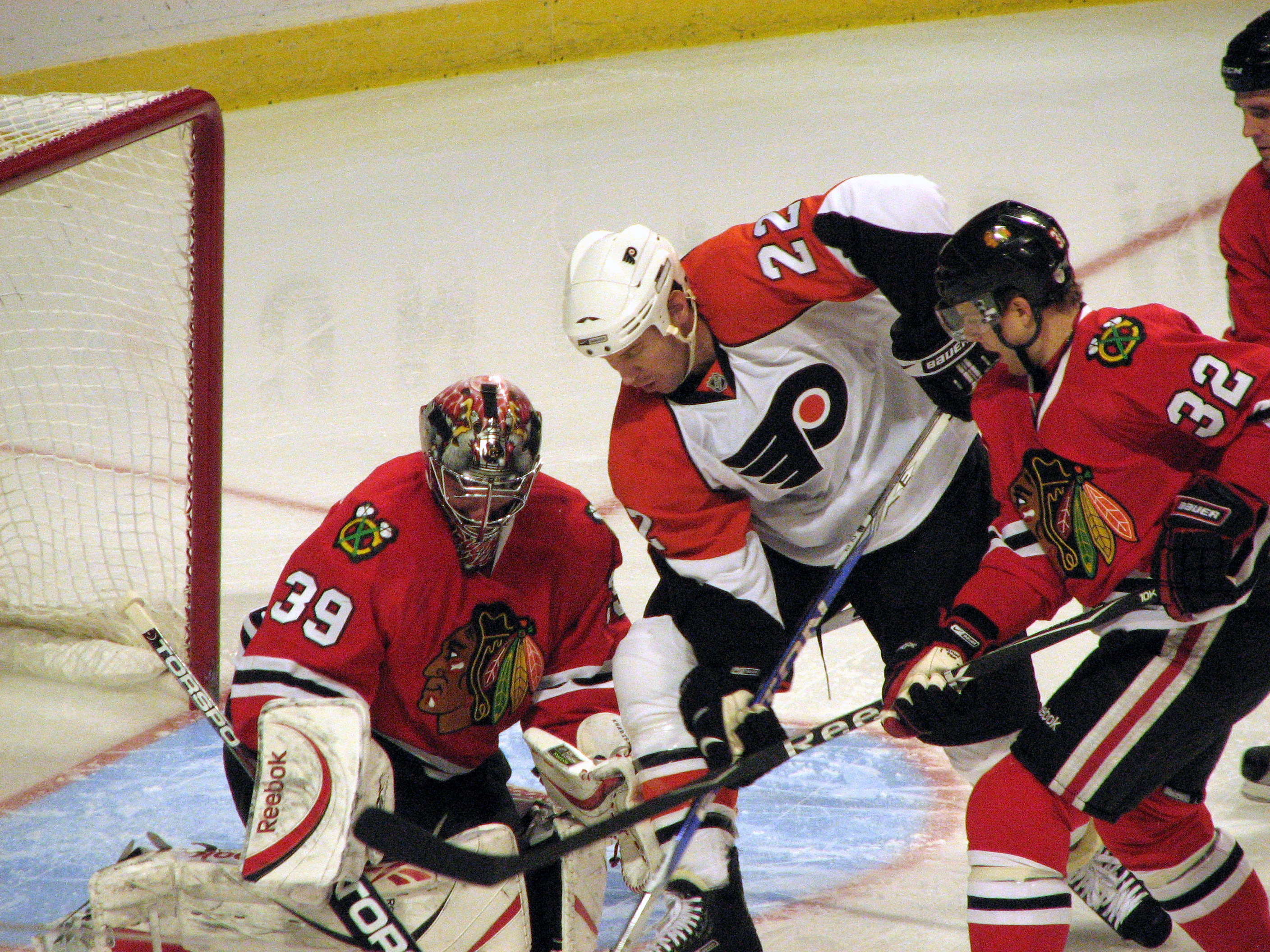
Mike Knuble s číslem 22, bojuje o puk s brankářem Nikolajem Chabibulinem

Vedení Flyers mu nenabídli smlouvu na pokračováni spolupráce a od 1. července 2009 se stal již nechráněný hráč. Poté v týmž dne se dohodl na dvouleté smlouvě s klubem Washington Capitals. Do příchodu klubu se stal nejstarším hráčem v Capitals a byl zvolen alternativním hráčem. Do sestavy Capitals byl zvolen do první řady mezi Nicklasem Bäckströmem a Alexandrem Ovečkinem. S klubem v sezóně 2009/10 získali nejvíce bodů a skončili na prvním místě se 121 body, tím vytvořili nový klubový rekord Capitals v získaných bodů v základní části. V playoff jako favorit ligy NHL se utkali proti týmu Montreal Canadiens, se kterým prohráli na série 3:4 a vypadli hned v prvním kole. S klubem opět zopakovali úspěch v základní části, ve které Capitals získali sice o 14 bodu méně ale skončili na prvním místě ve východní konferenci. V základní části si Knuble připsal na rozdíl o předchozí ročník 13 bodů méně. Na nový rok 2011 se hrál Winter Classic Capitals proti Penguins, v němž Knuble vstřelil gól. Po skoro uplynutí smlouvy se s vedení Capitals dohodl na prodloužení o jeden rok. V sezóně 2011/12, 20. prosince 2011 odehrál tisící zápas v NHL, s klubem Capitals vyhrál 4:1 nad týmem Nashville Predators.
Třetí sezónu v dresu Capitals se však v bodování moc neprosazoval, ze 72 odehraných zápasů nasbíral 18 bodů. Při jeho končící smlouvě s klubem mu vedení neprodloužilo smlouvu a 1. července 2012 se stal nechráněným hráčem. Po dobu léta si ho nikdo nevybral z trhu volných hráčů a jelikož nastala výluka, tak po době výluky rovněž nikde nehrál. Po skončení výluky byl vybrán do přípravného kempu Detroit Red Wings, kde nastartoval svou kariéru v NHL. Do hlavního kádru se již nevešel a byl proto poslán na farmu v Grand Rapids Griffins, za které odehrál jeden zápas a připsal si jednu asistenci. 24. ledna 2013 se vedení klubu Philadelphia Flyers rozhodlo, podepsat s Knublem roční smlouvu v hodnotě 750 tisíc dolarů. V týmu má dočasně nahradit zraněného útočníka Scotta Hartnella. Po dlouhých letech co nosil své číslo 22, si musel vybrat nové číslo, jelikož bylo 22 obsazeno hráčem Lukem Schennem, vybral si tak číslo 9.
Po skončení angažmá ve Flyers, se vrátil zpátky ke své rodině žijící v městečku East Grand Rapids. Vrcholový hokej chtěl hrát i nadále, čekal na nabídky v organizacích klubu blízkosti jeho bydliště Detroit Red Wings a Chicago Blackhawks. Nabídku z žádných klubů neobdržel a později se rozhodl ukončit hráčskou kariéru. Ve svém volném čase tráví trénování se svými dětmi. Během šestnácti sezón odehrál v základní části NHL 1068 utkání, ve kterých nastřílel 278 branek a na 270 přihrál.

## Trenérská kariéra
Do Grand Rapids Griffins přišel po novém roce 2013 ještě jako hráč. Za Griffins odehrál pouze jeden zápas. Po ukončení hráčské kariéry se vrátil do organizace Grand Rapids Griffins, stal se novým trenérem pro rozvoj hráčů. Tuto roli však vykonával jeden rok. Od roku 2014 je asistentem hlavního trenéra. Během působení v Grand Rapids Griffins, působil v ročníku 2019/20 v mládežnickém klubu Fox Motors ve věkové kategorii do 15 let jako hlavní trenér. Ve Fox Motors nadále působil jako hlavní trenér i v následující sezoně, věková kategorie se posunula do 16 let.

## Zajímavosti
V roce 2006 se stal posledním střelcem roku, v závěrečné minutě v zápase Philadelphia Flyers proti Carolina Hurricanes vstřelil gól do prázdné branky, asistenci si připsal Peter Forsberg. Flyers vyhrál zápas 5:2.

## Ocenění a úspěchy
- 1994 CCHA - Druhý All-Star Tým
- 1995 CCHA - Druhý All-Star Tým
- 1995 NCAA - Západ druhý All-American Tým
- 2005 Elitserien - Trofej Håkana Looba
- 2011 NHL - Winter Classic

## Prvenství
- Debut v NHL - 26. března 1997 (Detroit Red Wings proti Colorado Avalanche)
- První gól v NHL - 5. dubna 1997 (Toronto Maple Leafs proti Detroit Red Wings, kanadskému brankáři Felix Potvin)
- První asistence v NHL - 3. října 1997 (Edmonton Oilers proti Detroit Red Wings)
- První hattrick v NHL - 2. února 2008 (Philadelphia Flyers proti Anaheim Ducks)

## Klubové statistiky
| Sezóna        | Klub                       | Soutěž        |      | Základní část | Základní část | Základní část | Základní část | Základní část |    | Play off | Play off | Play off | Play off | Play off |
| Sezóna        | Klub                       | Soutěž        | Z    | G             | A             | B             | TM            | Z             | G  | A        | B        | TM       |          |          |
| 1988/1989     | East Kentwood High Falcons | USHS          | 28   | 52            | 37            | 89            | 60            | —             | —  | —        | —        | —        |          |          |
| 1989/1990     | East Kentwood High Falcons | USHS          | 29   | 63            | 40            | 103           | 40            | —             | —  | —        | —        | —        |          |          |
| 1990/1991     | Kalamazoo Jr. K-Wings      | NAHL          | 36   | 18            | 24            | 42            | 30            | —             | —  | —        | —        | —        |          |          |
| 1991/1992     | University of Michigan     | CCHA          | 43   | 7             | 8             | 15            | 48            | —             | —  | —        | —        | —        |          |          |
| 1992/1993     | University of Michigan     | CCHA          | 39   | 26            | 16            | 42            | 57            | —             | —  | —        | —        | —        |          |          |
| 1993/1994     | University of Michigan     | CCHA          | 41   | 32            | 26            | 58            | 71            | —             | —  | —        | —        | —        |          |          |
| 1994/1995     | University of Michigan     | CCHA          | 34   | 38            | 22            | 60            | 62            | —             | —  | —        | —        | —        |          |          |
| 1994/1995     | Adirondack Red Wings       | AHL           | —    | —             | —             | —             | —             | 3             | 0  | 0        | 0        | 0        |          |          |
| 1995/1996     | Adirondack Red Wings       | AHL           | 80   | 22            | 23            | 45            | 59            | 3             | 1  | 0        | 1        | 0        |          |          |
| 1996/1997     | Adirondack Red Wings       | AHL           | 68   | 28            | 35            | 63            | 54            | —             | —  | —        | —        | —        |          |          |
| 1996/1997     | Detroit Red Wings          | NHL           | 9    | 1             | 0             | 1             | 0             | —             | —  | —        | —        | —        |          |          |
| 1997/1998     | Detroit Red Wings          | NHL           | 53   | 7             | 6             | 13            | 16            | 3             | 0  | 1        | 1        | 0        |          |          |
| 1998/1999     | New York Rangers           | NHL           | 82   | 15            | 20            | 35            | 26            | —             | —  | —        | —        | —        |          |          |
| 1999/2000     | New York Rangers           | NHL           | 59   | 9             | 5             | 14            | 18            | —             | —  | —        | —        | —        |          |          |
| 1999/2000     | Boston Bruins              | NHL           | 14   | 3             | 3             | 6             | 8             | —             | —  | —        | —        | —        |          |          |
| 2000/2001     | Boston Bruins              | NHL           | 82   | 7             | 13            | 20            | 37            | —             | —  | —        | —        | —        |          |          |
| 2001/2002     | Boston Bruins              | NHL           | 54   | 8             | 6             | 14            | 88            | 2             | 0  | 0        | 0        | 0        |          |          |
| 2002/2003     | Boston Bruins              | NHL           | 75   | 30            | 29            | 59            | 45            | 5             | 0  | 2        | 2        | 2        |          |          |
| 2003/2004     | Boston Bruins              | NHL           | 82   | 21            | 25            | 46            | 32            | 7             | 2  | 0        | 2        | 0        |          |          |
| 2004/2005     | Linköpings HC              | SEL           | 49   | 26            | 13            | 39            | 40            | 6             | 0  | 1        | 1        | 2        |          |          |
| 2005/2006     | Philadelphia Flyers        | NHL           | 82   | 34            | 31            | 65            | 80            | 6             | 1  | 3        | 4        | 8        |          |          |
| 2006/2007     | Philadelphia Flyers        | NHL           | 64   | 24            | 30            | 54            | 56            | —             | —  | —        | —        | —        |          |          |
| 2007/2008     | Philadelphia Flyers        | NHL           | 82   | 29            | 26            | 55            | 72            | 12            | 3  | 4        | 7        | 6        |          |          |
| 2008/2009     | Philadelphia Flyers        | NHL           | 82   | 27            | 20            | 47            | 62            | 6             | 2  | 1        | 3        | 2        |          |          |
| 2009/2010     | Washington Capitals        | NHL           | 69   | 29            | 24            | 53            | 59            | 7             | 2  | 4        | 6        | 6        |          |          |
| 2010/2011     | Washington Capitals        | NHL           | 79   | 24            | 16            | 40            | 36            | 6             | 2  | 0        | 2        | 8        |          |          |
| 2011/2012     | Washington Capitals        | NHL           | 72   | 6             | 12            | 18            | 32            | 11            | 2  | 1        | 3        | 6        |          |          |
| 2012/2013     | Grand Rapids Griffins      | AHL           | 1    | 0             | 1             | 1             | 0             | —             | —  | —        | —        | —        |          |          |
| 2012/2013     | Philadelphia Flyers        | NHL           | 28   | 4             | 4             | 8             | 20            | —             | —  | —        | —        | —        |          |          |
| Celkem v NHL  | Celkem v NHL               | Celkem v NHL  | 1068 | 278           | 270           | 548           | 641           | 65            | 14 | 16       | 30       | 38       |          |          |
| Celkem v AHL  | Celkem v AHL               | Celkem v AHL  | 149  | 50            | 59            | 109           | 113           | 6             | 1  | 0        | 1        | 0        |          |          |
| Celkem v NCAA | Celkem v NCAA              | Celkem v NCAA | 157  | 103           | 72            | 175           | 238           | —             | —  | —        | —        | —        |          |          |
| Celkem v USHS | Celkem v USHS              | Celkem v USHS | 57   | 115           | 77            | 192           | 100           | —             | —  | —        | —        | —        |          |          |

## Reprezentace
| Rok                       | Tým                       | Soutěž                    | Z  | G | A | B  | TM |
| ------------------------- | ------------------------- | ------------------------- | -- | - | - | -- | -- |
| 1995                      | USA                       | MS                        | 6  | 1 | 2 | 3  | 2  |
| 1999                      | USA                       | MS                        | 6  | 0 | 0 | 0  | 10 |
| 2001                      | USA                       | MS                        | 9  | 2 | 0 | 2  | 2  |
| 2005                      | USA                       | MS                        | 7  | 4 | 2 | 6  | 8  |
| 2006                      | USA                       | OH                        | 6  | 1 | 1 | 2  | 4  |
| Seniorská kariéra celkově | Seniorská kariéra celkově | Seniorská kariéra celkově | 34 | 8 | 5 | 13 | 26 |